# Набег на Кахетию (1854)
Набег на Кахетию — набег горцев Дагестана и Чечни на владения грузинского князя Давида Чавчавадзе в Кахетии с целью объеденения с турецкими войсками для дальнейшего сопротивления России в ходе Крымской и Кавказской войн.

## История
В июле 1854 г. семитысячный отряд горцев под руководством сына Шамиля Гази-Мухаммада разорил и сжег 18 грузинских селений и разграбил Цинандали — имение князя Давида Чавчавадзе. Среди многочисленных пленников оказались княгини А. И. Чавчавадзе и В. И. Орбелиани — внучки последнего венчанного грузинского царя Георгия XII.

## Воспоминания современников
Набег заслужил внимание Александра Дюма. В своей книге воспоминаний «Кавказ» Дюма писал:

«Лезгины вошли в поместье….(князя Чавчавадзе). Вы знаете теперь какие это люди – животные, гиены, тигры, которых называют лезгинами. Начался грабёж: каждый уносил, что мог, не зная цены того, что уносил: один шали, другой посуду, тот серебро, этот кружевные уборы. Грабители ели все, что попадалось, даже мелки, предназначенные для игры в карты, помаду, даже выпили розовое масло, для них было все равно. Один лезгин ломал великолепные серебряные блюда, чтобы положить в мешок, другой запасался сахаром, кофе и чаем, третий заботливо
прятал медный подсвечник и пару старых перчаток. Но живая добыча была самая драгоценная, ведь лезгины знают, что ее составят княгини, стоящие пятьдесят, сто или даже двести тысяч рублей.